# Liste der Nummer-eins-Hits in Ungarn (2010)
Dies ist eine Liste der Nummer-eins-Hits in Ungarn im Jahr 2010. Sie basiert auf der Rádiós Top 40 játszási lista  und der Top 40 album-, DVD- és válogatáslemez-lista der Magyar Hanglemezkiadók Szövetsége (Mahasz), dem ungarischen Vertreter der International Federation of the Phonographic Industry.

## Singles
| ← 2009 ← | Liste der Nummer-eins-Hits in Ungarn | Liste der Nummer-eins-Hits in Ungarn | Liste der Nummer-eins-Hits in Ungarn | 2011 →                    |
| \| Zeitraum \| Wo. ges. \| Interpret \| Titel Autor(en) \| Zusätzliche Informationen \| \| (Zeitraum, Wochen auf Platz eins, Interpret, Titel, Autor[en], zusätzliche Informationen) \| \| \| \| \| \| ----------------------------------------------------------------------------------------- \| -------- \| ----------------------------- \| ------------------------------------------------------------------------------------------------------------------------------------------------------------------------------------------------------------------------------- \| ------------------------- \| \| 28. Dezember 2009 – 3. Januar 2010 1 Woche (insgesamt 3) \| 3 \| Oceana \| Cry Cry Marcus Brosch, Anes Krpic, Oceana Mahlmann, Tobias Billius Neumann \| – \| \| 4. Januar 2010 – 17. Januar 2010 2 Wochen (insgesamt 4) \| 4 \| Robbie Williams \| Bodies Brandon Christy, Craig Russo, Robbie Williams \| – \| \| 18. Januar 2010 – 24. Januar 2010 1 Woche \| 1 \| Madonna \| Celebration Madonna Ciccone, Paul Oakenfold, Ian Green, Ciaran Gribbin \| – \| \| 25. Januar 2010 – 31. Januar 2010 1 Woche (insgesamt 5) \| 5 \| Pussycat Dolls \| Hush Hush Dino Fekaris, Josef Larossi, Frederick Perren, Andreas Romdhane, Nicole Scherzinger, Ina Wroldsen \| – \| \| 1. Februar 2010 – 7. Februar 2010 1 Woche (insgesamt 4) \| 4 \| Robbie Williams \| Bodies Brandon Christy, Craig Russo, Robbie Williams \| – \| \| 8. Februar 2010 – 14. März 2010 5 Wochen \| 5 \| Lady Gaga \| Bad Romance Stefani Germanotta, Nadir Khayat \| – \| \| 15. März 2010 – 30. Mai 2010 11 Wochen (insgesamt 14) \| 14 \| Cheryl Cole \| Fight for This Love Steve Kipner, Andre Darrell Merritt, Wayne Andrew Wilkins \| – \| \| 31. Mai 2010 – 6. Juni 2010 1 Woche (insgesamt 3) \| 3 \| Train \| Hey, Soul Sister Espen Lind, Amund Bjørklund, Pat Monahan \| – \| \| 7. Juni 2010 – 27. Juni 2010 3 Wochen (insgesamt 14) \| 14 \| Cheryl Cole \| Fight for This Love Steve Kipner, Andre Darrell Merritt, Wayne Andrew Wilkins \| – \| \| 28. Juni 2010 – 11. Juli 2010 2 Wochen \| 2 \| Shakira feat. Freshlyground \| Waka Waka (This Time for Africa) Simon Attwell, Peter Cohen, Neil Hawks, Zolani Mahola, Julio Sigauque, Kyla-Rose Smith, Seredeal Scheepers, Eugene Doo Belley, Emile Kojidie, Jean Zé Bella, John Graham Hill, Shakira Mebarak \| – \| \| 12. Juli 2010 – 18. Juli 2010 1 Woche \| 1 \| Varga Viktor \| Lehet zöld az ég \| – \| \| 19. Juli 2010 – 25. Juli 2010 1 Woche (insgesamt 2) \| 2 \| Hooligans \| Illúzió \| – \| \| 26. Juli 2010 – 8. August 2010 2 Wochen (insgesamt 3) \| 3 \| Train \| Hey, Soul Sister Espen Lind, Amund Bjørklund, Pat Monahan \| – \| \| 9. August 2010 – 5. September 2010 4 Wochen \| 4 \| Katy Perry feat. Snoop Dogg \| California Gurls Max Martin, Lukasz Gottwald, Benjamin Levin, Mike E. Love, Bonnie McKee, Brian Wilson, Calvin Broadus, Katy Perry \| – \| \| 6. September 2010 – 12. September 2010 1 Woche \| 1 \| Melanie Fiona \| Monday Morning Charlene M. Gilliam, Peter W. Keusch, Sidh Solanki \| – \| \| 13. September 2010 – 19. September 2010 1 Woche (insgesamt 2) \| 2 \| Hooligans \| Illúzió \| – \| \| 20. September 2010 – 14. November 2010 8 Wochen \| 8 \| Lady Gaga \| Alejandro Stefani Germanotta, Nadir Khayat \| – \| \| 15. November 2010 – 21. November 2010 1 Woche \| 1 \| Eminem feat. Rihanna \| Love the Way You Lie Holly Brook Hafermann, Alexander Grant, Marshall Mathers \| – \| \| 22. November 2010 – 28. November 2010 1 Woche \| 1 \| Robbie Williams & Gary Barlow \| Shame Gary Barlow, Robert Peter Williams \| – \| \| 29. November 2010 – 5. Dezember 2010 1 Woche (insgesamt 2) \| 2 \| Adam Lambert \| If I Had You Savan Kotecha, Max Martin, Johan Karl Schuster \| – \| \| 6. Dezember 2010 – 12. Dezember 2010 1 Woche \| 1 \| Kesha \| Take It Off Lukasz Gottwald, Claude Kelly, Kesha Rose Sebert \| – \| \| 13. Dezember 2010 – 19. Dezember 2010 1 Woche (insgesamt 2) \| 2 \| Adam Lambert \| If I Had You Savan Kotecha, Max Martin, Johan Karl Schuster \| – \| \| 20. Dezember 2010 – 26. Dezember 2010 1 Woche \| 1 \| Rihanna \| Only Girl (In the World) Tor Erik Hermansen, Mikkel S. Eriksen, Crystal Nicole Johnson, Sandy Wilhelm \| – \| \| 27. Dezember 2010 – 6. Februar 2011 6 Wochen \| 6 \| Pink \| Raise Your Glass Max Martin, Johan Karl Schuster, Alecia B. Moore \| – \| |                                      |                                      | |                           |
| ← 2009 |                                      |                                      | | → 2011 →                  |
| Zeitraum | Wo. ges.                             | Interpret                            | Titel Autor(en) | Zusätzliche Informationen |
| (Zeitraum, Wochen auf Platz eins, Interpret, Titel, Autor[en], zusätzliche Informationen) |                                      |                                      | |                           |
| 28. Dezember 2009 – 3. Januar 2010 1 Woche (insgesamt 3) | 3                                    | Oceana                               | Cry Cry Marcus Brosch, Anes Krpic, Oceana Mahlmann, Tobias Billius Neumann | –                         |
| 4. Januar 2010 – 17. Januar 2010 2 Wochen (insgesamt 4) | 4                                    | Robbie Williams                      | Bodies Brandon Christy, Craig Russo, Robbie Williams | –                         |
| 18. Januar 2010 – 24. Januar 2010 1 Woche | 1                                    | Madonna                              | Celebration Madonna Ciccone, Paul Oakenfold, Ian Green, Ciaran Gribbin | –                         |
| 25. Januar 2010 – 31. Januar 2010 1 Woche (insgesamt 5) | 5                                    | Pussycat Dolls                       | Hush Hush Dino Fekaris, Josef Larossi, Frederick Perren, Andreas Romdhane, Nicole Scherzinger, Ina Wroldsen | –                         |
| 1. Februar 2010 – 7. Februar 2010 1 Woche (insgesamt 4) | 4                                    | Robbie Williams                      | Bodies Brandon Christy, Craig Russo, Robbie Williams | –                         |
| 8. Februar 2010 – 14. März 2010 5 Wochen | 5                                    | Lady Gaga                            | Bad Romance Stefani Germanotta, Nadir Khayat | –                         |
| 15. März 2010 – 30. Mai 2010 11 Wochen (insgesamt 14) | 14                                   | Cheryl Cole                          | Fight for This Love Steve Kipner, Andre Darrell Merritt, Wayne Andrew Wilkins | –                         |
| 31. Mai 2010 – 6. Juni 2010 1 Woche (insgesamt 3) | 3                                    | Train                                | Hey, Soul Sister Espen Lind, Amund Bjørklund, Pat Monahan | –                         |
| 7. Juni 2010 – 27. Juni 2010 3 Wochen (insgesamt 14) | 14                                   | Cheryl Cole                          | Fight for This Love Steve Kipner, Andre Darrell Merritt, Wayne Andrew Wilkins | –                         |
| 28. Juni 2010 – 11. Juli 2010 2 Wochen | 2                                    | Shakira feat. Freshlyground          | Waka Waka (This Time for Africa) Simon Attwell, Peter Cohen, Neil Hawks, Zolani Mahola, Julio Sigauque, Kyla-Rose Smith, Seredeal Scheepers, Eugene Doo Belley, Emile Kojidie, Jean Zé Bella, John Graham Hill, Shakira Mebarak | –                         |
| 12. Juli 2010 – 18. Juli 2010 1 Woche | 1                                    | Varga Viktor                         | Lehet zöld az ég | –                         |
| 19. Juli 2010 – 25. Juli 2010 1 Woche (insgesamt 2) | 2                                    | Hooligans                            | Illúzió | –                         |
| 26. Juli 2010 – 8. August 2010 2 Wochen (insgesamt 3) | 3                                    | Train                                | Hey, Soul Sister Espen Lind, Amund Bjørklund, Pat Monahan | –                         |
| 9. August 2010 – 5. September 2010 4 Wochen | 4                                    | Katy Perry feat. Snoop Dogg          | California Gurls Max Martin, Lukasz Gottwald, Benjamin Levin, Mike E. Love, Bonnie McKee, Brian Wilson, Calvin Broadus, Katy Perry                                                                                              | –                         |
| 6. September 2010 – 12. September 2010 1 Woche | 1                                    | Melanie Fiona                        | Monday Morning Charlene M. Gilliam, Peter W. Keusch, Sidh Solanki | –                         |
| 13. September 2010 – 19. September 2010 1 Woche (insgesamt 2) | 2                                    | Hooligans                            | Illúzió | –                         |
| 20. September 2010 – 14. November 2010 8 Wochen | 8                                    | Lady Gaga                            | Alejandro Stefani Germanotta, Nadir Khayat | –                         |
| 15. November 2010 – 21. November 2010 1 Woche | 1                                    | Eminem feat. Rihanna                 | Love the Way You Lie Holly Brook Hafermann, Alexander Grant, Marshall Mathers | –                         |
| 22. November 2010 – 28. November 2010 1 Woche | 1                                    | Robbie Williams & Gary Barlow        | Shame Gary Barlow, Robert Peter Williams | –                         |
| 29. November 2010 – 5. Dezember 2010 1 Woche (insgesamt 2) | 2                                    | Adam Lambert                         | If I Had You Savan Kotecha, Max Martin, Johan Karl Schuster | –                         |
| 6. Dezember 2010 – 12. Dezember 2010 1 Woche | 1                                    | Kesha                                | Take It Off Lukasz Gottwald, Claude Kelly, Kesha Rose Sebert | –                         |
| 13. Dezember 2010 – 19. Dezember 2010 1 Woche (insgesamt 2) | 2                                    | Adam Lambert                         | If I Had You Savan Kotecha, Max Martin, Johan Karl Schuster | –                         |
| 20. Dezember 2010 – 26. Dezember 2010 1 Woche | 1                                    | Rihanna                              | Only Girl (In the World) Tor Erik Hermansen, Mikkel S. Eriksen, Crystal Nicole Johnson, Sandy Wilhelm | –                         |
| 27. Dezember 2010 – 6. Februar 2011 6 Wochen | 6                                    | Pink                                 | Raise Your Glass Max Martin, Johan Karl Schuster, Alecia B. Moore | –                         |

## Alben
| ← 2009 ← | Liste der Nummer-eins-Hits in Ungarn | Liste der Nummer-eins-Hits in Ungarn             | Liste der Nummer-eins-Hits in Ungarn | 2011 → |
| \| Zeitraum \| Wo. ges. \| Interpret \| Titel \| Zusätzliche Informationen \| \| (Zeitraum, Wochen auf Platz eins, Interpret, Titel, zusätzliche Informationen) \| \| \| \| \| \| ------------------------------------------------------------------------------ \| -------- \| ------------------------------------------------ \| ---------------------------------- \| -------------------------------------------------------------------------------------------------------------------------------------------------------------------------------------------------- \| \| 28. Dezember 2009 – 3. Januar 2010 1 Woche (insgesamt 15) \| 15 \| Mága Zoltán \| A királyok hegedűse \| – \| \| 4. Januar 2010 – 10. Januar 2010 1 Woche \| 1 \| Holdviola \| Madárka \| – \| \| 11. Januar 2010 – 24. Januar 2010 2 Wochen (insgesamt 15) \| 15 \| Mága Zoltán \| A királyok hegedűse \| – \| \| 25. Januar 2010 – 31. Januar 2010 1 Woche (insgesamt 2) \| 2 \| Dés, Bereményi, Básti, Cserhalmi, Kulka, Udvaros \| Férfi és nő \| – \| \| 1. Februar 2010 – 7. Februar 2010 1 Woche (insgesamt 15) \| 15 \| Mága Zoltán \| A királyok hegedűse \| – \| \| 8. Februar 2010 – 28. Februar 2010 3 Wochen \| 3 \| Sade \| Soldier of Love \| – \| \| 1. März 2010 – 14. März 2010 2 Wochen (insgesamt 15) \| 15 \| Mága Zoltán \| A királyok hegedűse \| – \| \| 15. März 2010 – 28. März 2010 2 Wochen \| 2 \| Caramel \| Lélekdonor \| – \| \| 29. März 2010 – 16. Mai 2010 7 Wochen \| 7 \| Tabáni István \| Ments meg! \| – \| \| 17. Mai 2010 – 23. Mai 2010 1 Woche (insgesamt 15) \| 15 \| Mága Zoltán \| A királyok hegedűse \| – \| \| 24. Mai 2010 – 20. Juni 2010 4 Wochen \| 4 \| (Musical) \| Rebecca - A Manderley-ház asszonya \| – \| \| 21. Juni 2010 – 27. Juni 2010 1 Woche (insgesamt 15) \| 15 \| Mága Zoltán \| A királyok hegedűse \| – \| \| 28. Juni 2010 – 4. Juli 2010 1 Woche (insgesamt 6) \| 6 \| David Guetta \| One Love \| – \| \| 5. Juli 2010 – 11. Juli 2010 1 Woche (insgesamt 15) \| 15 \| Mága Zoltán \| A királyok hegedűse \| – \| \| 12. Juli 2010 – 15. August 2010 5 Wochen (insgesamt 6) \| 6 \| David Guetta \| One Love \| – \| \| 16. August 2010 – 22. August 2010 1 Woche \| 1 \| Iron Maiden \| The Final Frontier \| – \| \| 23. August 2010 – 3. Oktober 2010 6 Wochen (insgesamt 15) \| 15 \| Mága Zoltán \| A királyok hegedűse \| – \| \| 4. Oktober 2010 – 10. Oktober 2010 1 Woche \| 1 \| Children of Distance \| 333 km \| – \| \| 11. Oktober 2010 – 17. Oktober 2010 1 Woche \| 1 \| Road \| Emberteremtő \| – \| \| 18. Oktober 2010 – 12. Dezember 2010 8 Wochen (insgesamt 9) \| 9 \| Ákos \| A katona imája \| – \| \| 13. Dezember 2010 – 19. Dezember 2010 1 Woche \| 1 \| Quimby \| Kicsi ország \| – \| \| 20. Dezember 2010 – 26. Dezember 2010 1 Woche (insgesamt 2) \| 2 \| Takács Nikolas \| Az első X - 10 dal az élő showból \| In diesem Jahr startete die Castingshow The X Factor in Ungarn, die Top 4 konnten alle ihre Alben mit den Showbeiträgen an die Chartspitze bringen, der Zweitplatzierte Takács hatte den Vortritt. \| \| 27. Dezember 2010 – 2. Januar 2011 1 Woche \| 1 \| Norbi L. Király \| Az első X - 10 dal az élő showból \| Király schied bei The X Factor am 18. Dezember aus und wurde Dritter. \| |                                      |                                                  |                                      | |
| ← 2009 |                                      |                                                  |                                      | → 2011 → |
| Zeitraum | Wo. ges.                             | Interpret                                        | Titel                                | Zusätzliche Informationen |
| (Zeitraum, Wochen auf Platz eins, Interpret, Titel, zusätzliche Informationen) |                                      |                                                  |                                      | |
| 28. Dezember 2009 – 3. Januar 2010 1 Woche (insgesamt 15) | 15                                   | Mága Zoltán                                      | A királyok hegedűse                  | – |
| 4. Januar 2010 – 10. Januar 2010 1 Woche | 1                                    | Holdviola                                        | Madárka                              | – |
| 11. Januar 2010 – 24. Januar 2010 2 Wochen (insgesamt 15) | 15                                   | Mága Zoltán                                      | A királyok hegedűse                  | – |
| 25. Januar 2010 – 31. Januar 2010 1 Woche (insgesamt 2) | 2                                    | Dés, Bereményi, Básti, Cserhalmi, Kulka, Udvaros | Férfi és nő                          | – |
| 1. Februar 2010 – 7. Februar 2010 1 Woche (insgesamt 15) | 15                                   | Mága Zoltán                                      | A királyok hegedűse                  | – |
| 8. Februar 2010 – 28. Februar 2010 3 Wochen | 3                                    | Sade                                             | Soldier of Love                      | – |
| 1. März 2010 – 14. März 2010 2 Wochen (insgesamt 15) | 15                                   | Mága Zoltán                                      | A királyok hegedűse                  | – |
| 15. März 2010 – 28. März 2010 2 Wochen | 2                                    | Caramel                                          | Lélekdonor                           | – |
| 29. März 2010 – 16. Mai 2010 7 Wochen | 7                                    | Tabáni István                                    | Ments meg!                           | – |
| 17. Mai 2010 – 23. Mai 2010 1 Woche (insgesamt 15) | 15                                   | Mága Zoltán                                      | A királyok hegedűse                  | – |
| 24. Mai 2010 – 20. Juni 2010 4 Wochen | 4                                    | (Musical)                                        | Rebecca - A Manderley-ház asszonya   | – |
| 21. Juni 2010 – 27. Juni 2010 1 Woche (insgesamt 15) | 15                                   | Mága Zoltán                                      | A királyok hegedűse                  | – |
| 28. Juni 2010 – 4. Juli 2010 1 Woche (insgesamt 6) | 6                                    | David Guetta                                     | One Love                             | – |
| 5. Juli 2010 – 11. Juli 2010 1 Woche (insgesamt 15) | 15                                   | Mága Zoltán                                      | A királyok hegedűse                  | – |
| 12. Juli 2010 – 15. August 2010 5 Wochen (insgesamt 6) | 6                                    | David Guetta                                     | One Love                             | – |
| 16. August 2010 – 22. August 2010 1 Woche | 1                                    | Iron Maiden                                      | The Final Frontier                   | – |
| 23. August 2010 – 3. Oktober 2010 6 Wochen (insgesamt 15) | 15                                   | Mága Zoltán                                      | A királyok hegedűse                  | – |
| 4. Oktober 2010 – 10. Oktober 2010 1 Woche | 1                                    | Children of Distance                             | 333 km                               | – |
| 11. Oktober 2010 – 17. Oktober 2010 1 Woche | 1                                    | Road                                             | Emberteremtő                         | – |
| 18. Oktober 2010 – 12. Dezember 2010 8 Wochen (insgesamt 9) | 9                                    | Ákos                                             | A katona imája                       | – |
| 13. Dezember 2010 – 19. Dezember 2010 1 Woche | 1                                    | Quimby                                           | Kicsi ország                         | – |
| 20. Dezember 2010 – 26. Dezember 2010 1 Woche (insgesamt 2) | 2                                    | Takács Nikolas                                   | Az első X - 10 dal az élő showból    | In diesem Jahr startete die Castingshow The X Factor in Ungarn, die Top 4 konnten alle ihre Alben mit den Showbeiträgen an die Chartspitze bringen, der Zweitplatzierte Takács hatte den Vortritt. |
| 27. Dezember 2010 – 2. Januar 2011 1 Woche | 1                                    | Norbi L. Király                                  | Az első X - 10 dal az élő showból    | Király schied bei The X Factor am 18. Dezember aus und wurde Dritter. |